# Асо
 Тази статия е за картата за игра.  За градчето в Северна Италия вижте Асо (Италия).  
Асòто, наричано още ас, асàк или туз (или жаргонно бирлѝк), е карта за игра. В стандартното тесте цветът на асото (купа, каро, пика или спатия) е изобразен в центъра на картата. В повечето игри на карти асото е с най-висока стойност, но в други то е с най-ниската стойност. В някои игри, като покер и блекджек, играчът може да избере дали асото да има висока или ниска стойност. Когато то е с висока стойност, асо пика става най-силната карта.
На френските карти в ъглите асото има „1“, а не „A“.

## Етимология
Думата асо произлиза чрез новогръцката дума άσος от италианската дума asso. Туз произлиза от руската дума туз. Бирлик произлиза от турската дума birlik.

## Примерни карти
| Асо спатия | Асо каро | Асо купа | Асо пика |
| ---------- | -------- | -------- | -------- |
| асо спатия | асо каро | асо купа | асо пика |